# Johann Wurmbach
Johann Wurmbach (* 1. April 1796 in Müsen; † 21. Dezember 1875 in Siegen; vollständiger Name: Johann Heinrich Wurmbach) war ein deutscher Bergingenieur, er wirkte als Grubenverwalter in Ramsbeck.

## Leben und Wirken
Johann Heinrich Wurmbach wurde am 1. April 1796 als Sohn des Johannes Wurmbach (* 12. November 1771, † 9. Juli 1797) und seiner Ehefrau Maria Elisabeth geb. Schmidt in Müsen geboren.
Der Gewerke Josef Cosack, Repräsentant der Ramsbecker Gewerkschaft, stellte den zuvor an der Bergschule Siegen „fachmännisch gebildeten Grubenverwalter Wurmbach aus Siegen“ als Faktor und seinen in Ramsbeck verantwortlichen Vertreter ein. 1836 wird Wurmbach als gewerkschaftlicher Schichtmeister und Factor zu Ramsbeck bezeichnet. 1847 nennen ihn andere Quellen Hütten-Inspektor.
Neben seiner Tätigkeit als Grubenverwalter unterstützte Johann Wurmbach zusammen mit seinem Sohn Karl 1847 den Bau/Umbau der katholischen Pfarrkirche zu Ramsbeck.
Bei der Fusion des Rhein-Westfälischen Bergwerksvereins (Rechtsnachfolger der Ramsbecker Gewerkschaft) mit der Gesellschaft für Bergbau, Blei- und Zinkfabrikation zu Stolberg wird festgelegt, dass Herr Wurmbach für die Dauer seines Lebens jährlich 250 Taler erhält.

## Familie
Johann Wurmbach heiratete am 13. Dezember 1822 in Hilchenbach-Müsen Marianne Höfer (* 3. Juli 1803 in Müsen; † 20. Juli 1858 in Siegen). Aus dieser Ehe gingen folgende Kinder hervor:
1. Carl Wurmbach (* 23. Juni 1824 in Müsen; † 26. April 1874 in Graz, Steiermark),
2. Albert Wurmbach (* 14. Juni 1826 in Müsen; † 11. Juli 1828 in Müsen),
3. Albert Wurmbach (* 23. September 1828 in Müsen; † 10. Dezember 1834 in Müsen),
4. Julius Wurmbach (* 14. Januar 1831 in Müsen; † 17. Mai 1901 in Nervi bei Genua),
 1866 Hüttenwerksbesitzer bei Ems
5. August Wurmbach (* 26. April 1833 in Müsen; † 18. Mai 1909 in Eichen),
6. Caroline Albertine Wurmbach (* 23. Oktober 1835 in Ramsbeck; † 25. November 1901 in St. Goarshausen),
7. Johann Joseph Emil Wurmbach (* 7. April 1838 in Ramsbeck; † 16. April 1915 in Frankfurt/Main),
 1866 Betriebsdirektor z. Werlau b. St. Goar
8. Pauline Juliane Auguste Wurmbach (* 17. Dezember 1841 in Ramsbeck; † 23. April 1909 in Siegen),
9. Ottilie Lisette Wilhelmine Wurmbach (* 11. März 1844 in Ramsbeck; † 8. März 1898 in Siegen)